# Observator Arădean
Observator Arădean a fost un ziar regional din Ardeal, România. 
Ziarul Observator arădean a fost fondat la data de 14 octombrie 1997, de un grup de jurnaliști desprinși de urmașul cotidianului comunist arădean, Flacăra Roșie, devenit după revoluție Adevărul, dar controlat de aceleași personaje ca înainte de 1990.
Editat pentru început de societatea pe acțiuni Media Grup, controlată de câțiva oameni de afaceri din Arad (Ioan Faur, Dimitrie Muscă, Gheorghe Burcă), Observator arădean a ajuns la un tiraj de 10 000 de exemplare, fiind tipărit în format broadsheet. Directorul cotidianului a fost, în perioada 1997-2001 jurnalistul Tristan Mihuța, căruia i-a urmat în funcție Ovidiu Moșneag, pentru o perioadă de câteva luni. La alegerile din anul 1996, Tristan Mihuța este ales consilier județean, pe listele PSD Arad. Media Grup a intrat în procedură de faliment în anul 2001, ca urmare a datoriilor de peste 6 miliarde de lei vechi acumulate la bugetul de stat, ziarul Observator fiind preluat de societatea comercială Focus Plus.
În lunia iunie 2002, Focus Plus SRL este preluat de omul de afaceri canadian de origine arădean, Zoltan Boszormenyi (95%) și de jurnalistul arădean Andrei Ando (5%). Acesta din urmă este numit director al cotidianului și redactor șef. În martie 2007, Andrei Ando primește Titlul de excelență al județului Arad, pentru civism, la propunerea Universității Aurel Vlaicu din Arad. Un alt director al ziarului a fost, pentru o scurtă perioadă, dl. Nicu Cojocaru, fost deputat în Parlamentul României. 
Cotidianul Observator arădean realizează pentru prima oară profit în anul 2004, iar în 2005 este premiat de Camera de Comerț și Industrie Arad, pentru locul II ocupat în clasamentul tipăriturilor, la categoria profit. 
În anul 2004, Observator arădean adoptă sloganul "Ziarul care te ajută" și demarează o campanie socială pentru ajutorarea cazurilor sociale arădene, cu implicarea factorilor administrativ-politici. În octombrie 2006, sloganul se schimbă în "Observator - cel mai bun ziar din Arad", pentru a puncta poziția ocupată de acest ziar, pe plan editorial, pe piața presei locale. 
La 14 octombrie 2007 ziarul Observator arădean sărbătorește zece ani de existență.
Potrivit Dicționarului Jurnaliștilor Arădeni (2011), la începutul anului 2011, cotidianul „Observator Arădean” și-a încetat apariția din motive financiare.”